# SPV GmbH
SPV GmbH je samostalna njemačka izdavačka kuća. 
Osnovao ju je 1984. godine Manfred Schütz kao distributera Roadrunner Recordsa. Sada je jedna od najvećih izdavačkih kuća u području rocka, svih vrsta metala, itd.
Ima još pod sobom dosta izdavača: Steamhammer, Synthetic Symphony, Oblivion, SPV Recordings, Audiopharm, Inside Out.

## Sastavi
| - Alternative Allstars - Amplifier - Angra - Annihilator - Ayman - Bad Religion - Biohazard - Chris de Burgh - Deicide - Demons & Wizards - Dropkick Murphys - Dry Kill Logic - Fury in the Slaughterhouse - Hatesphere - Helloween - Iced Earth - Kamelot - Kreator - Life of Agony | - Magnum - Motörhead - Mousse T. - Sepultura - Skid Row - Rage - Raging Speedhorn - Rhapsody of Fire - Andrew Roachford - Saltatio Mortis - Skinny Puppy - Tommy Lee - Type O Negative - Unleashed - Welle:Erdball - Zebrahead - Yngwie Malmsteen, - Project Pitchfork - And One |